# Dreaming of Me
A Dreaming of Me című dal a brit Depeche Mode debütáló kislemeze, mely 1981. február 20-án jelent meg az angol MUTE kiadónál. A dalt 1980 decemberében rögzítették a Blackwing Stúdióban. Az Egyesült Államokban nem került kiadásra.

## Előzmények
A dalból két mix jelent meg hivatalosan, az egyik a fade out mix, a másik pedig a cold end. A cold end változat felkerült az 1988-ban újra kiadott Speak & Spell című CD európai kiadására, míg az amerikai albumkiadás, és az összes kislemez válogatás a fade out változatot tartalmazza. A 2006-os Speak & Spell a cold end változatot tartalmazza, mely minden régióban megjelent.
A kislemez B. oldalán található "Ice Machine" című dal szintén két változatban létezik. A Speak & Spell 1988-as, és 2006-os CD újrakiadásán, ahol a dal bónusz dalként szerepel a cold end változatot hallhatjuk. Az "Ice Machine" élő változatát, melyet a Some Great Reward turnén rögzítettek, elérhető az 1984-es Blasphemous Rumours című dal 12-es vinyl változatán.
A dal Egyesült királyságbeli rossz helyezés miatt (57. hely) a "Dreaming of me" eredetileg nem került fel az albumra, de a CD újrakiadásán bónuszdalként szerepelt. Az Egyesült Államokban azonban a "Dreaming of Me" szerepelt az album eredeti változatán az "I Once Wish I Was Dead" helyett. A 2006-os album újrakiadásán a dal az album végére került, az eredeti brit számlista elé.
30 évvel azután, hogy a "Dreaming of Me" először megjelent az Egyesült Királyságban, egy flash mob akció megpróbálta a dalt slágerlistákra juttatni úgy, hogy letöltötte az internetről. Az akció kudarcot vallott, kivéve Németországot, ahol a dal először került fel a kislemezlistára a 45. helyre, majd végül a 47. helyen végzett.

## Számlista
Minden dalt Vince Clarke írt. Ezek a „Dreaming of Me” nagyobb kislemez-kiadásainak formátumai és számlistája:
| 7": Mute / 7Mute13 (Egyesült Királyság) 1. "Dreaming of Me" (fade out version) – 3:46 2. "Ice Machine" (fade out version) – 3:54 CD: Intercord Ton GmbH / INT 811.868 (Nyugat-Németország) megjelent 1988-ban 1. "Dreaming of Me" (cold end version) – 4:03 2. "Ice Machine" (cold end version) – 4:06 | CD: Mute / CDMute13 (Egyesült Királyság) megjelent 1991-ben 1. "Dreaming of Me" (fade out version) – 3:46 2. "Ice Machine" (fade out version) – 3:54 CD: Sire / 40289-2 (Egyesült Államok) megjelent 1991-ben 1. "Dreaming of Me" (fade out version) – 3:46 2. "Ice Machine" (fade out version) – 3:54 |

## Slágerlista
| Slágerlista (1981)                    | Legmagasabb helyezés |
| ------------------------------------- | -------------------- |
| Egyesült Királyság (UK Singles Chart) | 57                   |
| UK Indie (MRIB)                       | 1                    |
| US Hot Dance Club Songs (Billboard)   | 47                   |

| Slágerlista (2011)                 | Legmagasabb helyezés |
| ---------------------------------- | -------------------- |
| Németország (Media Control Charts) | 45                   |